# Motocross delle Nazioni 2007
L'edizione del Motocross delle Nazioni (conosciuto anche con i nomi Motocross Des Nations, Motocross Of Nations o MXDN) si è svolto a Budds Creek, in Maryland, Stati Uniti.

## Riassunto
L'evento è stato dominato in maniera pressoché totale dalla selezione statunitense che si è riconfermata al vertice del motocross mondiale per il 3º anno consecutivo.
Nonostante ciò, la selezione rispetto all'anno scorso è stata cambiata per 2/3.
Per il MXDN 2006 era formata da Stewart, Villopoto e Tedesco, quest'ultimo inserito all'ultimo al posto di Ricky Carmichael che avrebbe dovuto portare la tabella numero 1, infortunatosi seriamente alla spalla una settimana prima dell'evento.
Per il 2007 invece l'assenza di "Bubba" Stewart, anch'essa per infortunio, ha aperto le porte della nazionale a Tim Ferry.

## Gare
Come avviene da oltre 20 anni (la prima volta fu a Maggiora nel 1986) il Motocross delle Nazioni si è disputato su 3 manches, ciascuna delle quali vedeva in gara 2 delle 3 categorie, ossia MX1, MX2 ed Open.
Le gare sono state così suddivise:
- Gara 1: MX1 & MX2
- Gara 2: MX2 & Open
- Gara 3: MX1 & Open

### Gara 1 (MX1 & MX2)
| Pos. | Pilota             | Moto     | Tempo   |
| ---- | ------------------ | -------- | ------- |
| 1    | Ryan Villopoto     | Kawasaki | 36'01"  |
| 2    | Chad Reed          | Yamaha   | a 15"   |
| 3    | Ricky Carmichael   | Suzuki   | a 20"   |
| 4    | Sébastien Pourcel  | Kawasaki | a 44"   |
| 5    | Jonathan Barragan  | KTM      | a 49"   |
| 6    | David Philippaerts | KTM      | a 51"   |
| 7    | Tanel Leok         | Kawasaki | a 56"   |
| 8    | Steve Ramon        | Suzuki   | a 58"   |
| 9    | Tommy Searle       | KTM      | a 1'07" |
| 10   | Nicolas Aubin      | Yamaha   | a 1'08" |

### Gara 2 (MX2 & Open)
| Pos. | Pilota              | Moto     | Tempo   |
| ---- | ------------------- | -------- | ------- |
| 1    | Ryan Villopoto      | Kawasaki | 36'19"  |
| 2    | Ken de Dycker       | Honda    | a 1'05" |
| 3    | Tommy Searle        | KTM      | a 1'12" |
| 4    | Tim Ferry           | Kawasaki | a 1'16" |
| 5    | Pierre Renet        | Honda    | a 1'27" |
| 6    | Nicolas Aubin       | Yamaha   | a 1'43" |
| 7    | Carlos Campano      | Yamaha   | a 2'02" |
| 8    | Yoshitaka Atsuta    | Honda    | a 2'08" |
| 9    | Martin Barr         | Yamaha   | a 2'11" |
| 10   | Jeremy van Horebeek | KTM      | a 2'18" |

### Gara 3 (MX1 & Open)
| Pos. | Pilota             | Moto     | Tempo   |
| ---- | ------------------ | -------- | ------- |
| 1    | Ricky Carmichael   | Suzuki   | 36'41"  |
| 2    | Tim Ferry          | Kawasaki | a 11"   |
| 3    | Grant Langston     | Yamaha   | a 22"   |
| 4    | Steve Ramon        | Suzuki   | a 27"   |
| 5    | Tanel Leok         | Kawasaki | a 50"   |
| 6    | David Philippaerts | KTM      | a 55"   |
| 7    | Yoshitaka Atsuta   | Honda    | a 1'01" |
| 8    | Billy Mackenzie    | Kawasaki | a 1'02" |
| 9    | Sébastien Pourcel  | Kawasaki | a 1'16" |
| 10   | Julien Bill        | Honda    | a 1'21" |

## Classifica finale
| Pos | Selezione Nazionale | Pilota              | Casa     | Moto     | Classe | Gara 1 | Gara 2 | Gara 3 | Punti |
| --- | ------------------- | ------------------- | -------- | -------- | ------ | ------ | ------ | ------ | ----- |
| 1   | Stati Uniti         | Ricky Carmichael    | Suzuki   | RM-Z 450 | MX1    | 3      |        | 1      | 8     |
| 1   | Stati Uniti         | Ryan Villopoto      | Kawasaki | KX-F 250 | MX2    | 1      | 1      |        | 8     |
| 1   | Stati Uniti         | Tim Ferry           | Kawasaki | KX-F 450 | Open   |        | 4      | 2      | 8     |
| 2   | Francia             | Sébastien Pourcel   | Kawasaki | KX-F 450 | MX1    | 4      |        | 9      | 34    |
| 2   | Francia             | Nicolas Aubin       | Yamaha   | YZ-F 250 | MX2    | 10     | 6      |        | 34    |
| 2   | Francia             | Pierre Renet        | Honda    |          | Open   |        | 5      | 14     | 34    |
| 3   | Belgio              | Steve Ramon         | Suzuki   | RM-Z 450 | MX1    | 8      |        | 4      | 35    |
| 3   | Belgio              | Jeremy Van Horebeek | KTM      | SX-F 250 | MX2    | 34     | 10     |        | 35    |
| 3   | Belgio              | Ken De Dycker       | Honda    |          | Open   |        | 2      | 11     | 35    |
| 4   | Italia              | David Philippaerts  | KTM      | SX-F 450 | MX1    | 6      |        | 6      | 57    |
| 4   | Italia              | Antonio Cairoli     | Yamaha   | YZ-F 250 | MX2    | 37     | 14     |        | 57    |
| 4   | Italia              | Davide Guarneri     | Yamaha   | YZ-F 450 | Open   |        | 15     | 16     | 57    |
| 5   | Regno Unito         | Billie Mackenzie    | Kawasaki | XX-F 450 | MX1    | 11     |        | 8      | 63    |
| 5   | Regno Unito         | Tommy Searle        | KTM      | SX-F 250 | MX2    | 9      | 3      |        | 63    |
| 5   | Regno Unito         | James Noble         | Honda    |          | Open   |        | 38     | 32     | 63    |
| 6   | Spagna              | Jonathan Barragan   | KTM      |          | MX1    | 5      |        | 31     | 68    |
| 6   | Spagna              | Carlos Campano      | Yamaha   |          | MX2    | 14     | 7      |        | 68    |
| 6   | Spagna              | Alvaro Lozano       | KTM      |          | Open   |        | 24     | 18     | 68    |
| 7   | Giappone            | Akira Marita        | Yamaha   |          | MX1    | 36     |        | 23     | 77    |
| 7   | Giappone            | Kazumasa Masuda     | Honda    |          | MX2    | 23     | 16     |        | 77    |
| 7   | Giappone            | Yoshitaka Atsuta    | Honda    |          | Open   |        | 8      | 7      | 77    |
| 8   | Svizzera            | Julien Bill         | Honda    |          | MX1    | 12     |        | 10     | 84    |
| 8   | Svizzera            | Arnaud Tonus        | KTM      |          | MX2    | 21     | 20     |        | 84    |
| 8   | Svizzera            | Marc Ristori        | Honda    |          | Open   |        | 26     | 21     | 84    |
| 9   | Germania            | Maximilian Nagl     | KTM      |          | MX1    | 39     |        | 13     | 89    |
| 9   | Germania            | Daniel Siegl        | Yamaha   |          | MX2    | 26     | 22     |        | 89    |
| 9   | Germania            | Marcus Schiffer     | KTM      |          | Open   |        | 11     | 17     | 89    |
| 10  | Canada              | Jean Sebastien Roy  | Yamaha   |          | MX1    | 17     |        | 15     | 90    |
| 10  | Canada              | Colton Facciotti    | Yamaha   |          | MX2    | 16     | 12     |        | 90    |
| 10  | Canada              | Blair Morgan        | Yamaha   |          | Open   |        | 37     | 30     | 90    |